# Giorno del Ricordo per il genocidio armeno

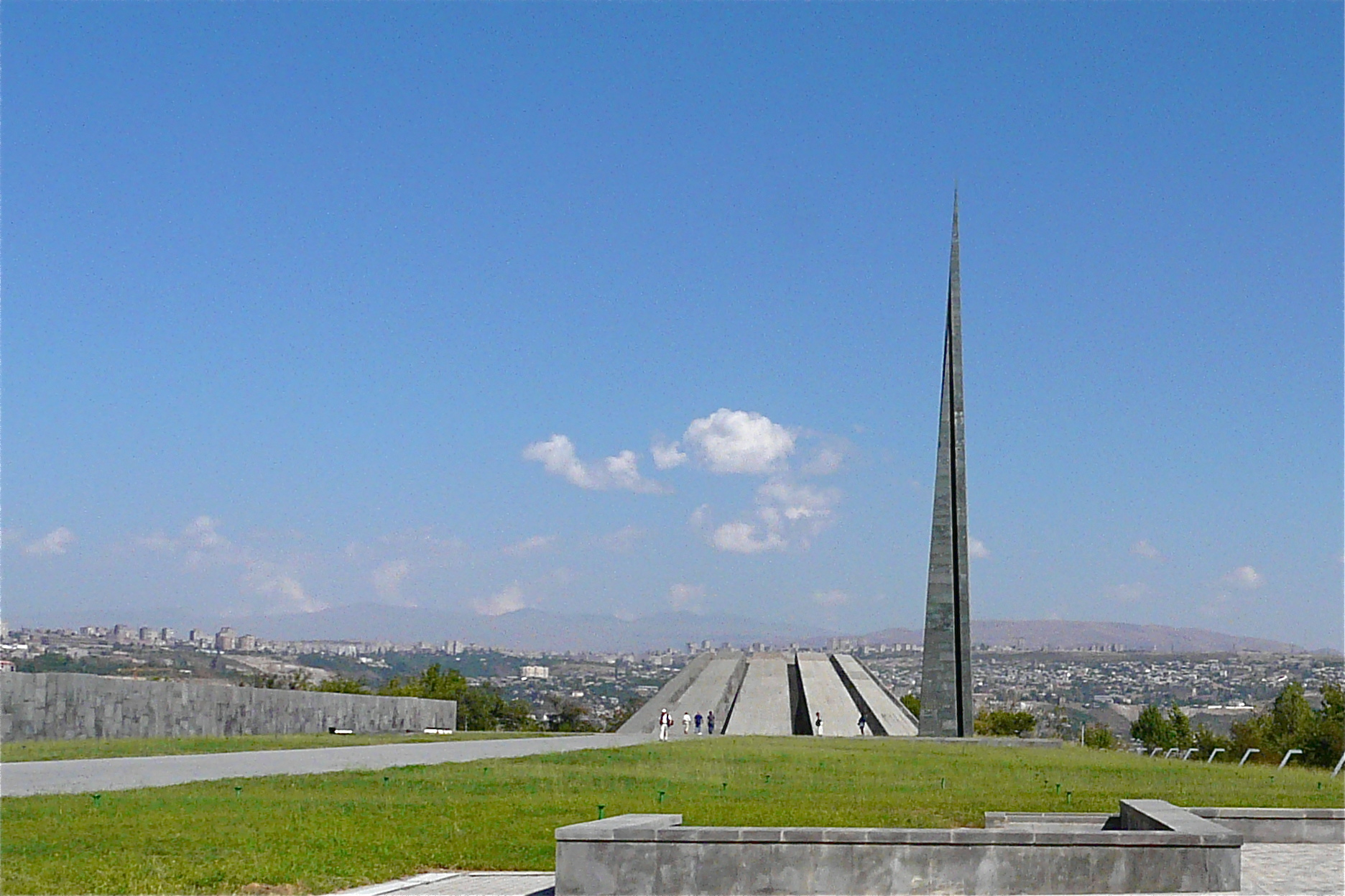
Il Tsitsernakaberd, Erevan, Armenia

Il Giorno del Ricordo per il genocidio armeno (in armeno Մեծ Եղեռնի զոհերի հիշատակի օր?, Mets Yegherrni zoheri hishataki or) è un giorno festivo in Armenia e nella Repubblica di Artsakh e presso gli Armeni della diaspora. Si celebra ogni anno il 24 aprile per commemorare le vittime del genocidio armeno del 1915, una serie di massacri da parte degli ottomani che causarono un milione e mezzo di morti. A Erevan, la capitale dell'Armenia, centinaia di migliaia di persone camminano verso il Memoriale del genocidio, il Tsitsernakaberd per deporre fiori ai piedi della fiamma eterna.

## Storia
La data del 24 aprile commemora la deportazione degli intellettuali armeni il 24 aprile 1915 da Costantinopoli: la prima commemorazione, organizzata da un gruppo di sopravvissuti al genocidio armeno, si tenne a Istanbul nel 1919 presso la locale Chiesa della Santa Trinità. Molte personalità di spicco della comunità armena vi parteciparono e dopo quella volta la data divenne il giorno annuale di commemorazione del genocidio armeno.
Il 9 aprile 1975 la Camera dei rappresentanti degli Stati Uniti approvò la risoluzione comune 148 che designava il 24 aprile come "Giornata nazionale del ricordo della disumanità dell'uomo verso l'uomo". La Risoluzione commemorava le vittime del genocidio, "in particolare quelle di discendenza armena che soccombettero al genocidio perpetrato nel 1915". La risoluzione tuttavia non fu approvata dal Comitato giudiziario del Senato degli Stati Uniti a causa della forte opposizione del presidente Gerald Ford per quella che considerava una minaccia alla alleanza strategica del paese con la Turchia.
Nel 1988, la Repubblica Socialista Sovietica Armena adottò formalmente il 24 aprile come giornata pubblica di commemorazione.
Nel 1997 l'Assemblea generale della California dichiarò il 24 aprile come "Giornata della memoria per il genocidio armeno del 1915-1923 e per le vittime del Pogrom di Sumgait del 1988 e del Pogrom di Baku del 1990".
Nel 2007 l'Argentina ha approvato la legge nazionale 26199, che designa il 24 aprile come "Giornata di azione per la tolleranza e il rispetto tra i popoli", in cui gli armeni argentini sono esonerati dal lavoro.
Nel 2015, la Camera dei Comuni del Canada ha approvato all'unanimità la mozione M-587, proposta da Brad Butt, che segna aprile come mese della memoria, della condanna e della prevenzione del genocidio, e il 24 aprile come giorno della memoria del genocidio armeno.
Nel 2019, la Francia ha celebrato la sua prima commemorazione nazionale del genocidio, con il presidente francese Emmanuel Macron che ha dichiarato il 24 aprile "una giornata nazionale in ricordo del genocidio armeno", adempiendo a una promessa della sua campagna elettorale.
Nel 2021, in occasione del 106º anniversario dall'inizio delle deportazioni ottomane, il presidente degli Stati Uniti Joe Biden ha dichiarato di riconoscere il genocidio armeno.